# The Zutons
The Zutons – rockowa grupa z Liverpoolu (Anglia).
Debiutancki album zespołu, "Who Killed... The Zutons" ukazał się 18 października 2004 roku i od razu wskoczył na listę najlepiej sprzedających się albumów w Wielkiej Brytanii. Muzycy nie zawiedli swoich fanów i dwa lata później wydali kolejną płytę, "Tired of Hanging Around". Trzeci ich album ukazał się w czerwcu 2008 o nazwie "You Can Do Anything" a singiel "What's Your Problem" od razu wskoczył na pierwsze miejsca list przebojów w UK.

## Członkowie zespołu
- David McCabe – wokalista
- Boyan Chowdhury – gitara prowadząca
- Abi Harding – saksofon
- Sean Payne – perkusja
- Russell Pritchard – gitara basowa

## Single
- "Devil's Deal"
- "Creepin' And A Crawlin"
- "Haunts Me"
- "Pressure Point"
- "You Will You Won't"
- "Remember Me"
- "Don't Ever Think (Too Much)"
- "Confusion"
- "Why Won't You Give Me Your Love?"
- "Valerie"
- "Oh Stacey (Look What You've Done!)"
- "What's Your Problem"

## Albumy
- Who Killed...... The Zutons? (19 kwietnia 2004) Deltasonic #9 UK (Platinum)
- Tired of Hanging Around (17 kwietnia 2006) Deltasonic #2 UK (Platinum)
- You Can Do Anything (Czerwiec 2008) Detlasonic #6 in the UK